# Actaea spinosissima
Actaea spinosissima es una especie de crustáceo decápodo de la familia Xanthidae.

## Distribución geográfica
Habita en el canal de Mozambique y en las costas de la república de Mauricio.